# Jacob Tullin Thams
Jacob Tullin Thams (7. dubna 1898 Oslo – 27. července 1954 Oslo) byl norský skokan na lyžích.
Patřil k významným představitelům tzv. kongsberské techniky skoku. Na Zimních olympijských hrách v Chamonix se stal prvním olympijským vítězem ve skocích na lyžích, získal také zlatou medaili na mistrovství světa v klasickém lyžování 1926 v Lahti, jako prvnímu skokanovi mu byla udělena Holmenkollenská medaile. Při obhajobě titulu na Zimních olympijských hrách 1928 ve Svatém Mořici předvedl nejdelší skok soutěže 73 metrů, ale spadl a kvůli bodovým srážkám skončil až na 28. místě. Pracoval jako námořník, zúčastnil se Letních olympijských her 1936 v jachtingu, kde s norskou lodí Silja získal stříbrnou medaili v kategorii osmimetrových plavidel. Byl tak druhým po Eddiem Eaganovi, kdo získal olympijskou medaili v letním i zimním sportu.